# Burmeistera succulenta
Burmeistera succulenta är en klockväxtart som beskrevs av Gustav Karl Wilhelm Hermann Karsten. Burmeistera succulenta ingår i släktet Burmeistera och familjen klockväxter. Inga underarter finns listade i Catalogue of Life.